# Общий каталог переменных звёзд
Общий каталог переменных звёзд (сокр. ОКПЗ) — каталог переменных звёзд, издаваемый Государственным астрономическим институтом им. П. К. Штернберга (ГАИШ) и Институтом астрономии РАН (ИНАСАН).

## История
После Второй мировой войны по решению Международного астрономического союза (МАС) от 1946 года работа по созданию каталогов переменных звёзд была поручена советским астрономам — ГАИШ и Астросовету АН СССР.
В 1948 году вышло первое издание каталога — ОКПЗ-1 (под редакцией Б. В. Кукаркина и П. П. Паренаго), содержавшее данные о 10930 переменных звёздах.
Вторая редакция каталога вышла в 1958 году.
Третья редакция каталога издавалась с 1969 по 1971 год и содержала сведения о 20437 объектах с переменным блеском, включая квазары и ядра активных галактик.
Последнее, четвёртое, издание каталога выходило в пяти томах с 1985 по 1995 год и на данный момент содержит 28435 звёзд Млечного Пути, 10979 звёзд из 35 звёздных систем (включая Магеллановы облака, Туманность Андромеды, Галактику Треугольника), а также 984 сверхновые звезды.
После смерти Б. В. Кукаркина третье и четвёртое издания вышли под редакцией П. Н. Холопова.

## Авторы-составители
- Николай Николаевич Самусь — Ответственный редактор 4 и 5 томов четвёртого издания каталога[4]. Современная электронная версия ОКПЗ является одним из наиболее цитируемых астрономических изданий. Главный редактор каталога[5][6].